# Tigrioides aurantiaca
Tigrioides aurantiaca är en fjärilsart som beskrevs av George Francis Hampson 1918. Tigrioides aurantiaca ingår i släktet Tigrioides och familjen björnspinnare. Inga underarter finns listade i Catalogue of Life.